# Lao (etnisk grupp)
Denna artikel handlar om den etniska gruppen Lao. "Lao" kan även syfta på det laotiska språket och i internationella sammanhang även på landet Laos.

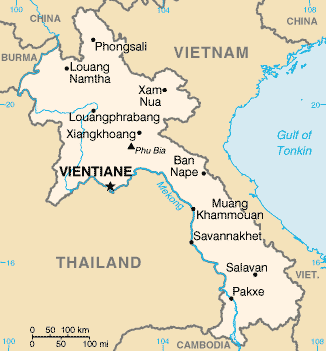
Av laofolket lever cirka 6 miljoner i Laos.

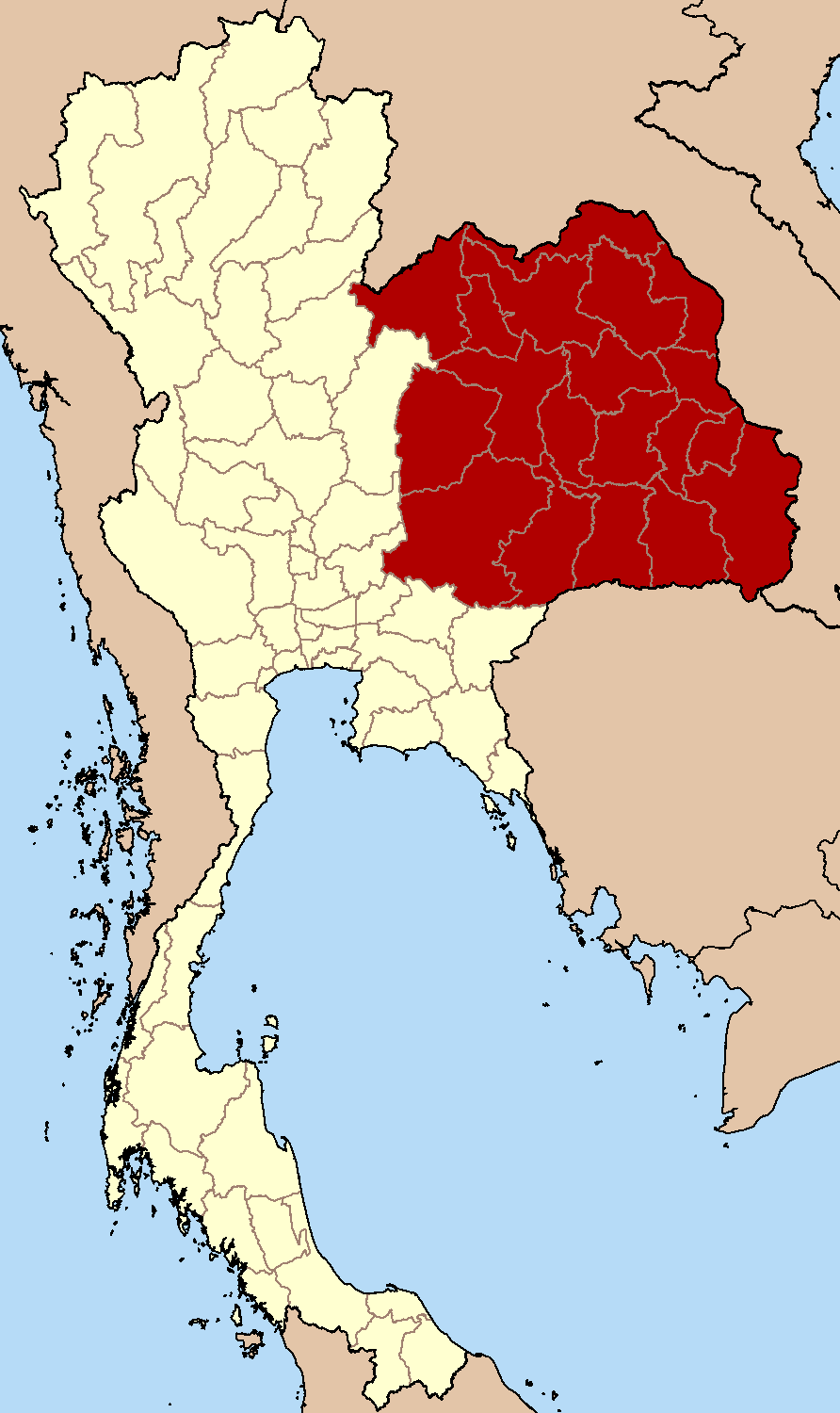
Nordöstra Thailand är hemvist för isanfolket, som talar en dialekt av språket lao.

Lao är en etnisk grupp i Sydostasien. En majoritet av laofolket lever antingen i Laos (ungefär 6 miljoner) eller i Thailand (omkring 25-30 miljoner). I Thailand är lao koncentrerade till Isanprovinsen även om många arbetare har immigrerat till andra orter som Bangkok. Lao talar olika dialekter av lao- och isanspråken som ofta betraktas som ett enda språk. Som en följd av de "thaiifieringskampanjer" som genomfördes under 1900-talet har många människor i Isan kommit att föredra termen isan istället för lao, men de kulturella banden inom laogruppen förblir starka.

## Historia
Laofolkets historia sammanfaller med Laos och Isans historia. Dessa två regioner tillhörde samma rike som kallades Lan Xang.
1778-1779 invaderades Lan Xang-riket av Siam, som erövrade Lan Xang. Detta krig avgjordes till stor del på grund av Siams tekniska överlägsenhet på slagfältet.
Under 1800-talet gjorde Lan Xang uppror mot Siam för att få sin självständighet tillbaka, men de misslyckades. Detta medförde en tvångsutvandring för Lan Xang-folket i nuvarande Laos till andra sidan Mekongfloden, till Isan. Syftet var att de skulle bli slavarbetare åt siameserna (thailändarna). En följd av detta var att Laos blev en starkt underbefolkad region. Uppdelningen formaliserades genom fördragen under andra världskriget mellan VichyFrankrike, som vid denna tid hade Laos som koloni, och Thailand. 
För att japanerna under andra världskriget skulle kunna erövra Sydostasien, hade de behov av stöd ifrån något land i regionen, och Siam ställde upp. Som belöning hjälpte japanerna Siam med förhandlingar om gränsuppdelning mellan Siam och fransmännen. Från början ville fransmännen inte ge bort hälften av Lan Xang-riket till Siam. På grund av att Frankrikes makt försvagades hotade japanerna att sänka fransmännens krigsfartyg i Tonkinbukten, om de inte gick med på kravet. Fransmännen hade inget annat att välja på, så de gick med på kravet. Sedan dess har Siam bytt namn till Thailand och Laos förlorade mer än hälften av landets yta till detta Thailand.
Den del av laofolket (isan) som är kvar på den thailändska sidan av Mekongfloden har haft alltid svårt med siameserna. De blev mobbade och hade inte samma rättigheter som siameserna. Därför fortsatte de att kämpa för sin självständighet. 
Innan och under Vietnamkriget uppstod Iseans kommunistiska parti som kämpade för självständighet, men det tog stopp när vietnameserna och de laotiska kommunisterna segrade mot USA, för de ville inte fortsätta kriget på andra sidan av Mekongfloden. Anledningen till detta var att laootierna och vietnameserna inte ville att Isanområdet skulle drabbas av ett långvarigt inbördeskrig i framtiden. Isanfolket gav inte upp, utan de fortsatte kampen på egen hand. Senare gav den thailändske kungen order till militären att avverka djungeln i hela Isean-området. Kungen ville göra detta för att förstöra gömställena för Isan-kommunisterna, och detta lyckades också. Till slut kapitulerade Isean-kommunisterna. De som inte kapitulerade spred sig till andra länder. Några av deras ledare lever nu i Sverige.

## Spridning
Det finns omkring 3 miljoner lao i Laos, vilket utgör omkring 50% av landets befolkning (resten av befolkningen utgörs till stora delar av s.k. bergsfolk). Laofolket i Laos utgör större delen av Lao Loum ("låglandslao"). Lao utgör en tredjedel av invånarna i Thailand, varav 15 miljoner återfinns i Isan och uppskattningsvis 1 miljon i huvudstaden Bangkok. Det finns andra etniska laofolk i centrala Thailand, men dessa har till stor del integrerats med thaifolken där. Små lao-samhällen finns i Kambodja, framför allt i Strung Treng som en gång hörde till Laos, och i Vietnam. Det finns en betydande andel lao, möjligen omkring 500 000 människor, som lever i andra delar av världen varav de flesta lämnat Laos som flyktingar undan Vietnamkriget eller Pathet Lao, det laotiska kommunistpartiet.
Den senaste folkräkningen i Thailand, som hade en egen kategori för lao, angav deras andel till halva landets befolkning. Sedan denna kategori övergivits i undersökningarna har andelen lao i Thailand varit svårt att uppskatta.

## Språk
Laofolket talar lao och isan, två språk som har olika dialekter. Dialekten i Vientiane har blivit dominerande i Laos. Någon dominerande dialekt finns inte i isan men alla dialekterna där kan förstås av invånarna i Vientiane. Skillnaderna i dialekter beror till större delen på användandet av thailändska lånord i Isan och språkliga nybildningar som är av yngre datum än delningen mellan Laos och Isan. Till exempel heter motorcykel lot motorcy" i Isan men lot jak i Laos.

## Kultur
Isan och Laos är en fattig region, vilket beror på det ofruktbara och torra klimatet. De flesta människorna livnär sig genom självhushållning och det finns därför få urbana regioner i området.
Invånarna i Laos och Isan bekänner sig till theravadabuddhismen. Maten i de båda regionerna liknar i stort sett varandra med fisksås, chili och klibbris som huvudsakliga element. Matlagningskonsten i Laos har emellertid upptagit inslag från det franska och vietnamesiska köket emedan det rikare Isan kan erbjuda en mer varierad kost.
Den traditionella folkmusiken i både Laos och Isan är Mor lam och sedan 1980-talet intar mor lam från Isan den största delen av musikscenen i Laos.